# Френк Дональд Дрейк
Френк Дональд Дрейк (англ. Frank Donald Drake; 28 травня 1930 — 2 вересня 2022) — американський астроном. Член Національної академії наук США (1972).

## Біографія
Народився в Чикаго, навчався на факультеті електроніки Корнелльського університету. Прослухавши курс лекцій прославленого астронома Отто Струве про формування планетних систем, на все життя загорівся інтересом до питань позаземного життя і цивілізацій. Відслуживши в американських ВМС, послідовно працював у Національній радіоастрономічної обсерваторії (NRAO), Корнелльському та Каліфорнійському університеті (місто Санта-Круз). За підтримки Струве Дрейк організував будівництво 28-метрового радіотелескопу на базі NRAO (проєкт «Озма») — першого в світі вимірювально-реєструючого приладу, спеціально створеного для спроби виявити позаземне життя. Автор «рівняння Дрейка», яке включає всі фактори, необхідні, на думку Дрейка, для оцінки ймовірності існування де-небудь у Всесвіті розумного життя .
Дрейк, як мінімум тричі, був першим — першим у світі почав пошуки сигналів інших цивілізацій — проєкт «Озма», першим у світі (разом з Карлом Саганом та ін.) створив послання для позаземних цивілізацій — платівку Піонера, першим в світі створив і відправив міжзоряне радіопослання — послання Аресібо.
Помер 2 вересня 2022.

## Нагороди та визнання
У число нагород входить лекція Карла Янського (1999).